# Art viva
Arts vives és una etiqueta i nou gènere artístic dins de les arts escèniques i l'art contemporani del segle xxi, que es refereix a obres artístiques en viu, front a un públic, que no encaixen a cap dels gèneres teatrals ni escènics clàssics i que, alhora, podrien encaixar o ser una evolució de diferents gèneres, tots ells alhora, de manera transversal, incloent la performance, la dansa contemporània, la dansa-teatre, el teatre físic, les "noves dramatúrgies" teatrals, el teatre postdramàtic, arts visuals, mim, circ contemporani i body art. Sol tenir una visió poètica i alhora política, activista, crítica o almenys amb la filosofia de voler plantejar preguntes sobre el sistema i l'ordre establert. En tenir una part de cos físic, és freqüent l'activisme o almenys experimentació feminista. Una altra característica definitòria és que sovint es pressenten en museus, galeries d'art i altres espais marginals que comparteixen el tenir una estreta relació amb les arts plàstiques, com per exemple típicament a Barcelona al MACBA, en comptes de les sales teatrals tradicionals; per això es parla d'arts "vives", en comparació amb l'"estatisme" de les arts plàstiques (com la il·lustració, el dibuix, la fotografia, la pintura, l'escultura o les instal·lacions) amb qui solen conviure en aquests espais. No s'ha de confondre amb el conjunt de les arts escèniques ni amb l'art d'acció (performance).
A Barcelona, a més del Macba, també se'n pot gaudir, puntualment, al Centre d'Arts Santa Mònica. A Catalunya, alguns espais escènics on són freqüents, a part de galeries d'art, sovint a inauguracions d'exposicions, són l'Antic Teatre, la Sala Hiroshima i La Poderosa, per exemple. A Espanya, fora de Barcelona n'hi ha encara menys, la Pradillo a Madrid, La Fundición a Bilbao i el Centro Párraga a Múrcia. Quant a espais institucionals, aquest gènere pot aparéixer de forma esporàdica recentment als Teatros del Canal de Madrid i, des de molt abans, al Mercat de les Flors de Barcelona.
Alguns col·lectius i artistes reconeguts pel seu treball en aquest gènere, sovint considerat experimental, son la Societat Doctor Alonso, El Conde de Torrefiel, la Agrupación Señor Serrano i Raquel Tomàs.
Historiadors actuals consideren que avui és pràcticament impossible encara escriure la història de les arts vives i de les influències inter-artístiques i interpersonals que han donat lloc a aquest gènere. Sembla que l'origen d'aquestes pràctiques, filosofia i forma artística està relacionat amb el creuament de tècniques i experimentació que la dansa ha tingut envers el teatre, i viceversa, a la cultura occidental a partir del  segle xx, accentuat per l'avantguardisme, el futurisme, el dadaisme, els cabarets i posteriorment els happenings i l'art d'acció. Des del punt de vista de la dansa, destaca Loïe Fuller i la tècnica d'Isadora Duncan mentre que al teatre van deixar empremta Antonin Artaud i el laboratori de Jerzy Grotowski, que van influir als experiments del col·lectiu The Living Theatre.